# Janua spirillum
Janua spirillum är en ringmaskart som först beskrevs av Carl von Linné 1758.  Janua spirillum ingår i släktet Janua och familjen Serpulidae. Utöver nominatformen finns också underarten J. s. lucida.